# فوکه-وولف تا ۱۵۴
فوکه-وولف تا ۱۵۴ موسکیتو (پشه) (به آلمانی: Focke-Wulf Ta 154 Moskito) یک هواگرد دو موتوره بال‌بالا ساخت شرکت فوکه-وولف در آلمان بود. بخش «تا» در نام این هواگرد کوتاه‌شده نام طراح آن، کورت تانک، است.

## طراحی، تولید و استفاده
در جهت مقابله با بمباران‌های شبانه متفقین علیه مراکز شهری و صنعتی آلمان، وزارت هوانوردی رایش ماه اوت سال ۱۹۴۲ سفارش طراحی یک جنگنده شبانه دو سرنشین مخصوص را صادر کرد. دو هواگرد هاینکل هائی ۲۱۹ و فوکه-وولف تا ۱۵۴ بدین منظور ارائه شدند.
تا ۱۵۴ ساختی تمام چوبی داشت تا در مصرف فلزات کم‌یاب صرفه‌جویی شود. هواگرد دارای یک ارابه فرود سه‌مرحله‌ای با چرخ‌هایی با قطر بزرگ بود تا بتواند از باندهای فرودگاه غیر آماده استفاده کند. نیرو محرکه توسط دو موتور یونکرس یومو ۲۱۱اف تأمین می‌شد. تا ۱۵۴ فاو۱، نخستین پیش‌نمونه روز ۱ ژوئیه سال ۱۹۴۳ به خلبانی کورت تانک در لانگنهاگن در هانوفر به پرواز درآمد. تا ۱۵۴ فاو۲، دومین پیش‌نمونه با موتور یومو ۲۱۱اِن مجهز به رادار فوگ ۲۱۱ لیختن‌اشتاین سی-۱، به زودی برای کارآزمایی‌ها آماده شد. تا ۱۵۴ فاو۳، سومین پیش‌نمونه با موتور یومو ۲۱۱اِر مسلح به یک توپ خودکار ۲۰ میلی‌متری ام‌گه ۲۰/۱۵۱ و یک توپ خودکار ۳۰ میلی‌متری ام‌کا ۱۰۸ در هر طرف بدنه زیر اتاقک، روز ۲۵ نوامبر به آسمان برخاست. چهار پیش‌نمونه دیگر نیز بین ماه‌های ژانویه تا مارس سال ۱۹۴۴ در لانگنهاگن به پرواز درآمدند. هشت هواگرد باقیمانده از سفارش وزارت هوانوردی، تحت عنوان تا ۱۵۴آ-۰ در ارفورت تولید شدند.
با این حال ادامه تولید به‌شکل متوالی به تأخیر افتاد. تا ۱۵۴ گرفتار مشکلات جدی ساختاری بود. دو هواگرد نخست تولید شده از مدل تا ۱۵۴آ-۱ ماه ژوئن سال ۱۹۴۴ در اثر حادثه منهدم شدند. بدنه یکی به جهت چسب‌کاری بد تکه‌تکه و برآافزای دیگری هنگام فرود کنده شد. در هواگردهای پیش‌نمونه و پیش‌تولید از چسب تگو فیلم استفاده شده بود اما وقتی کارخانه تولید آن در ووپرتال بمباران شد، چسب سرد جایگزین‌شده به خورد سازه چوبی رفت و این فاجعه را به بار آورد. هشت هواگرد تا ۱۵۴آ-۱ در کارخانه دیگری در پوزن تولید شد. به هر صورت با سقوط دو هواگرد تولیدی دیگر، برنامه توسعه روز ۱۴ اوت سال ۱۹۴۴ متوقف و سفارش تولید لغو گشت.
با این حال هشت فروند دیگر از مدل تا ۱۵۴آ-۱ در کارخانه دیگری در پوزن تولید شد و برای مدتی در گروه ۱ جناح ۳ جنگنده شبانه در اشتاده و گروه ۱۰ جنگنده شبانه مورد استفاده عملیاتی قرار گرفت. هواگردهای تا ۱۵۴ برای اجرای سه روش ضدبمب‌افکن نامعمول در نظر گرفته شدند. در هر سه مورد هواگرد با مواد منفجره پر و بین بمب‌افکن‌های دشمن منفجر می‌شد. در یک روش یک هواگرد اف‌وه ۱۹۰ روی سقف تا ۱۵۴ قرار می‌گرفت و خلبان اف‌وه ۱۹۰ اقدام به رها کردن تا ۱۵۴ میان بمب‌افکن‌ها می‌کرد. روش دیگر یک هواگرد تا ۱۵۴ یک هواگرد دیگر هم‌نوع خود را به میان بمب‌افکن‌ها یدک‌کشی می‌نمود و رها می‌ساخت. نهایتاً در یک روش هم خلبان از یک اتاقک ساختگی در پشت بدنه تا ۱۵۴، هواگرد را به میان بمب‌افکن‌ها می‌برد و خود پیش از ترکیدن آن، از دریچه زیرین با صندلی پران می‌گریخت. شش فروند بدین شکل در پوزن ساخته شدند اما به پرواز درنیامدند. هیچ آگاهی دربارهٔ دستاوردهای رزمی این هواگردها در دست نیست.
مدل نظری تا ۱۵۴سی با موتور یومو ۲۱۳آ، آسمانه کشویی قطره‌ای‌شکل و دو توپ خودکار ام‌کا ۱۰۸ در جایگاه عمودی صرفاً در میز طراحی باقی ماند. طراحی هواگرد فوکه-وولف تا ۲۵۴ بر مبنای تا ۱۵۴ صورت گرفت.

## مشخصات فنی
تا ۱۵۴آ-۱:
مشخصات عمومی
- خدمه: ۲ نفر
- طول: ۱۲٫۱ متر
- طول بال: ۱۶ متر
- مساحت بال: ۳۲٫۴ متر مربع
- ارتفاع: ۳٫۵ متر
- وزن خالی: ۶٬۴۰۵ کیلوگرم
- وزن بارگذاری‌شده: ۸٬۹۳۰ کیلوگرم

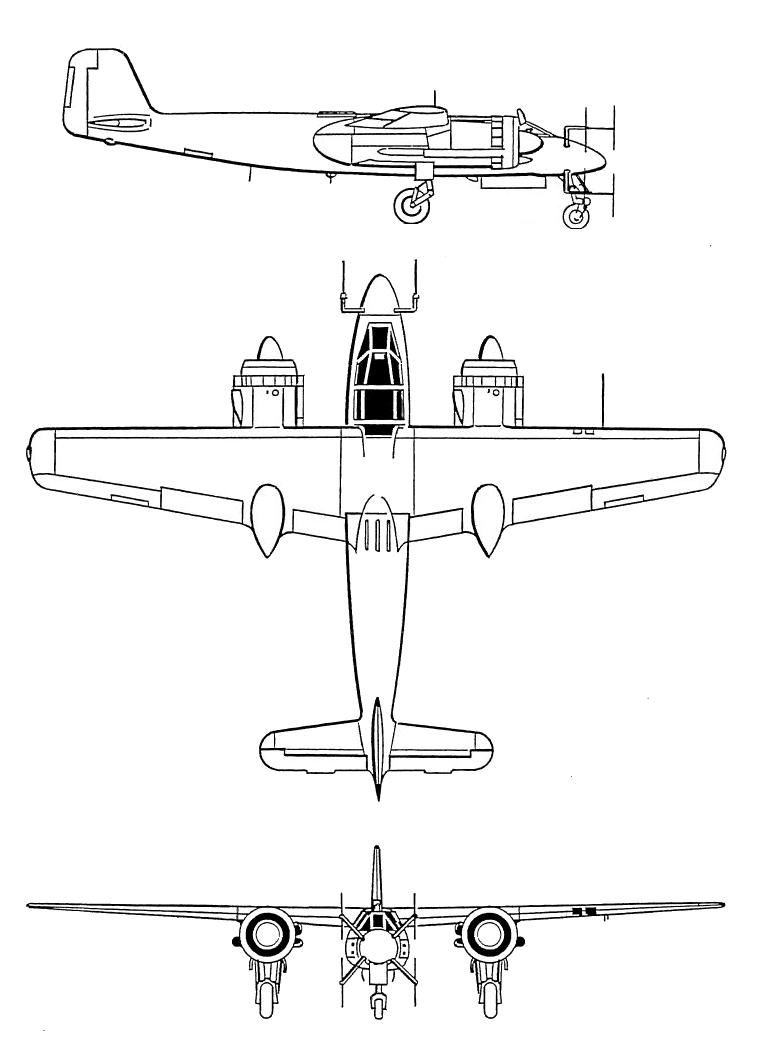

- نیرومحرکه: ۲ × موتور وی معکوس ۱۲ سیلندر یونکرس یومو ۲۱۱اِر: ۱٬۵۰۰ اسب بخار

عملکرد
- حداکثر سرعت: ۶۵۰ کیلومتر بر ساعت
- سرعت اوج‌گیری: ۸٬۰۰۰ متری در ۱۴ دقیقه و ۳۰ ثانیه
- سقف پرواز: ۱۰٬۹۰۰ متر
- برد: ۱٫۳۶۵ کیلومتر

تسلیحات
- ۲ × توپ خودکار ۲۰ میلی‌متری ام‌گه ۲۰/۱۵۰ در دماغه
- ۳ × توپ خودکار ۳۰ میلی‌متری ام‌کا ۱۰۸ دو قبضه در دماغه و یک قبضه عمودی در سقف پشت بدنه با زاویه دست کم ۴۵°